# Messanges (Landes)
Messanges település Franciaországban, Landes megyében. Lakosainak száma 1038 fő (2022. január 1.). Messanges Azur, Léon, Moliets-et-Maa, Soustons és Vieux-Boucau-les-Bains községekkel határos.

## Népesség
A település népességének változása:
| Lakosok száma | 362  | 507  | 521  | 885  | 955  | 961  | 968  | 968  | 986  | 1038 |
|               | 1968 | 1982 | 1990 | 2006 | 2013 | 2015 | 2017 | 2019 | 2020 | 2022 |